# Tempeste geomagnetiche del maggio 2024

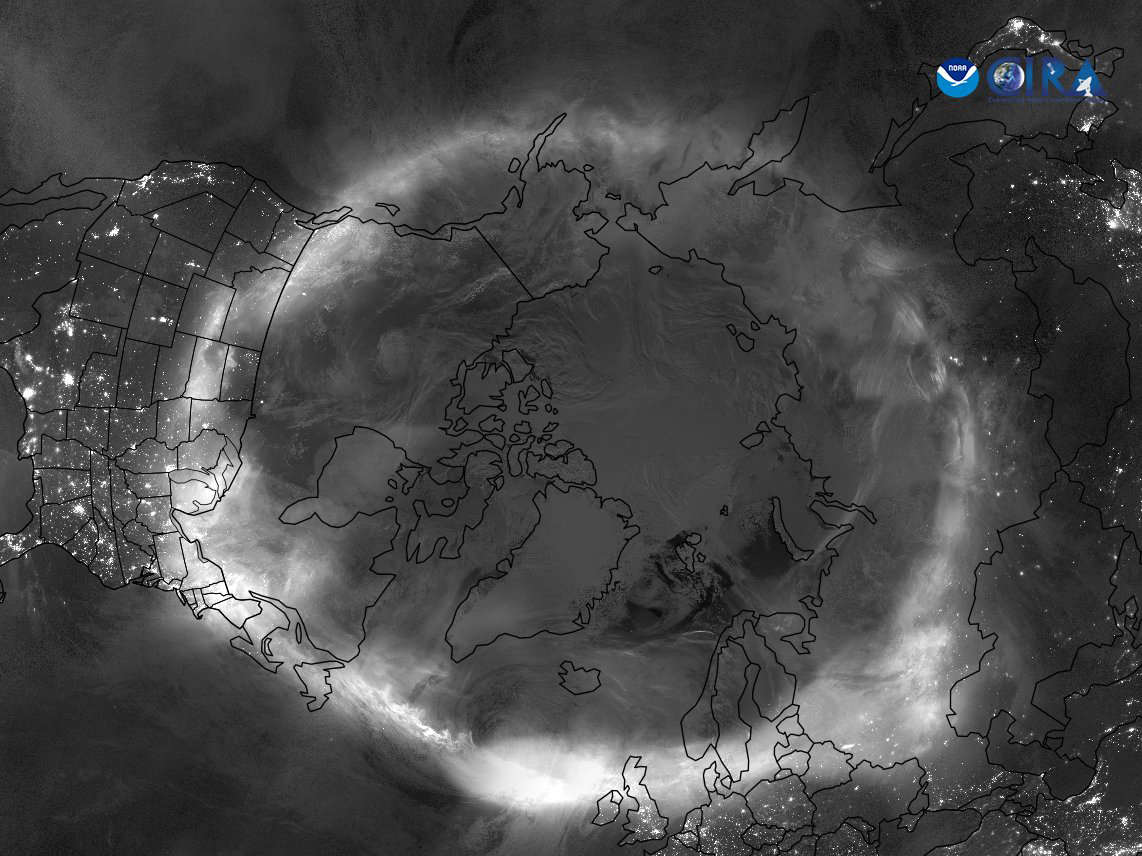
Immagine del sensore VIIRS del satellite Suomi NPP che mostra l'aurora boreale sull'emisfero settentrionale dal 10 all'11 maggio

Le tempeste solari di maggio 2024 sono state una serie di potenti tempeste solari con brillamenti solari estremi che si sono verificate dal 10 al 13 maggio 2024 durante il ciclo solare 25. La tempesta geomagnetica è stata la più potente che ha colpito la Terra da quella di marzo 1989, e ha prodotto aurore a latitudini molto più equatoriali del solito, sia nell'emisfero settentrionale che in quello meridionale. Anche in Italia è stata ben osservata nella maggior parte del territorio.
Il picco del 12 maggio ha avuto un indice DST di −412 nanotesla e un indice Ap di 271.

## Galleria d'immagini
Le aurore sono state visibili in molte regioni del mondo e lontane dai poli magnetici. Queste cifre dimostrano la diffusione delle aurore nella notte tra il 10 e l'11 maggio. Le didascalie indicano prima la latitudine geografica (GLAT) e poi la latitudine magnetica (MLAT), utilizzando la latitudine quasi-dipolo del modello IGRF-13.

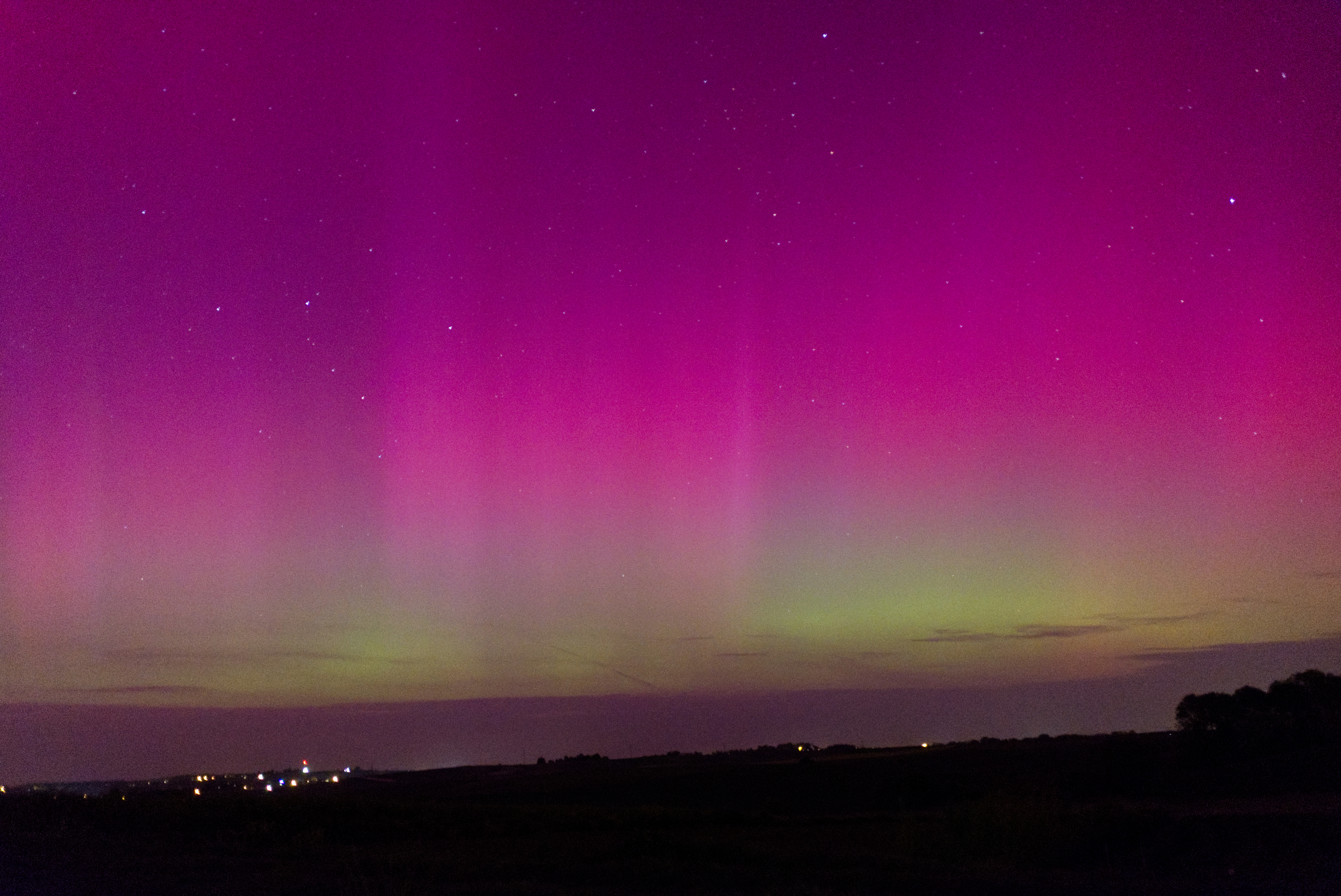
Cracovia, Polonia (50°N GLAT, 46°N MLAT)
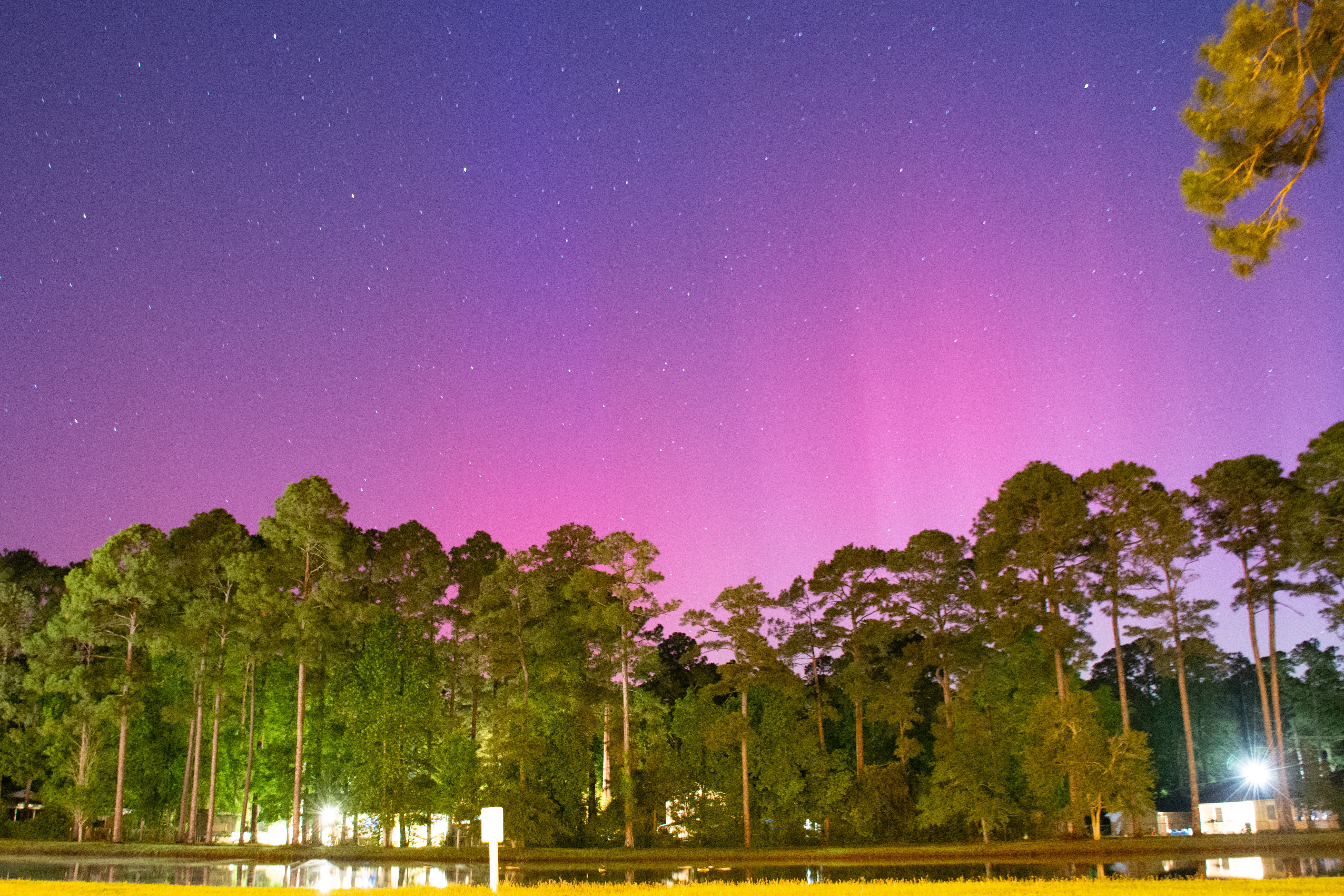
Pawleys Island, Carolina del Sud, Stati Uniti (33°N GLAT, 43°N MLAT)
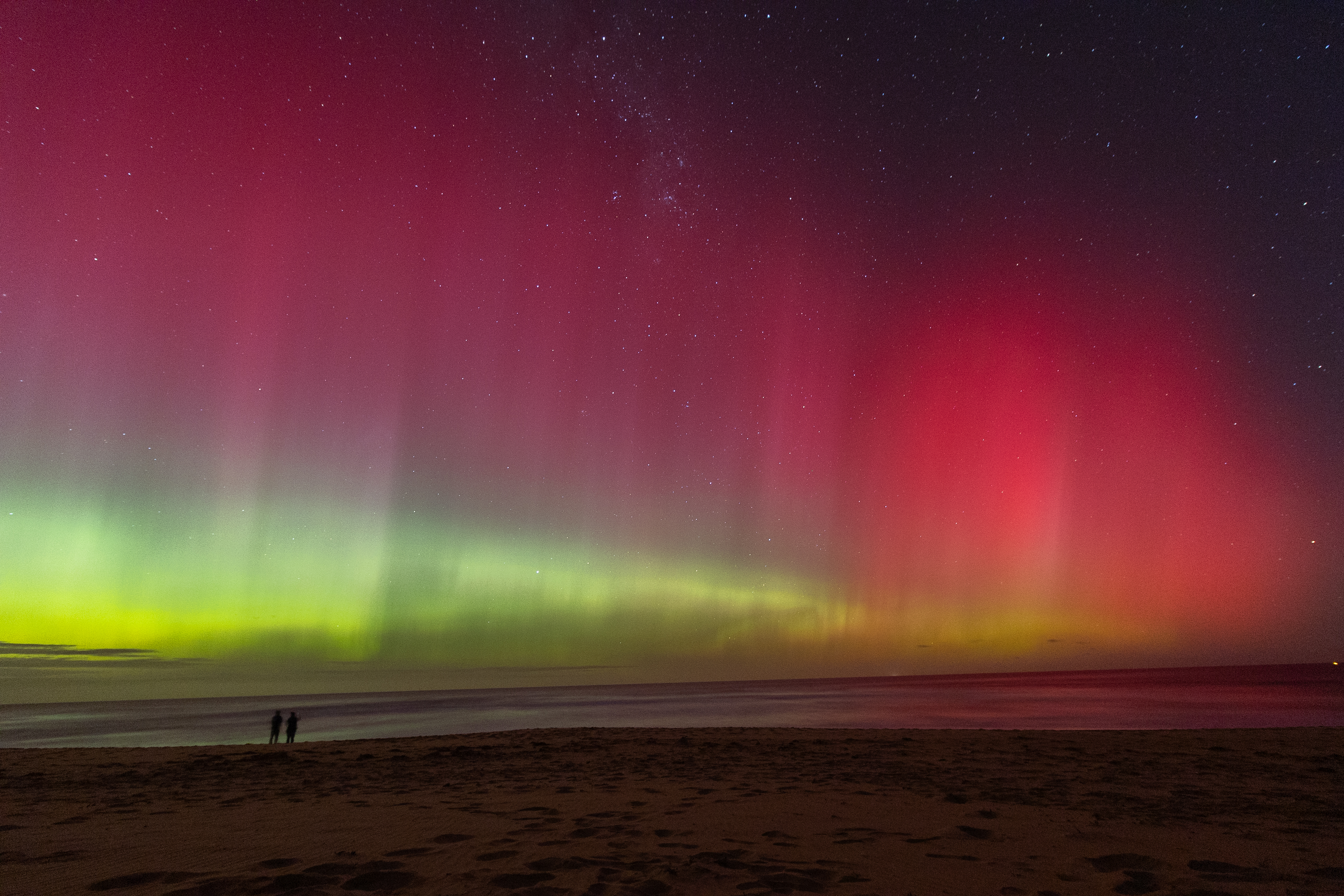
Melbourne, Australia (38°S GLAT, 48°S MLAT)
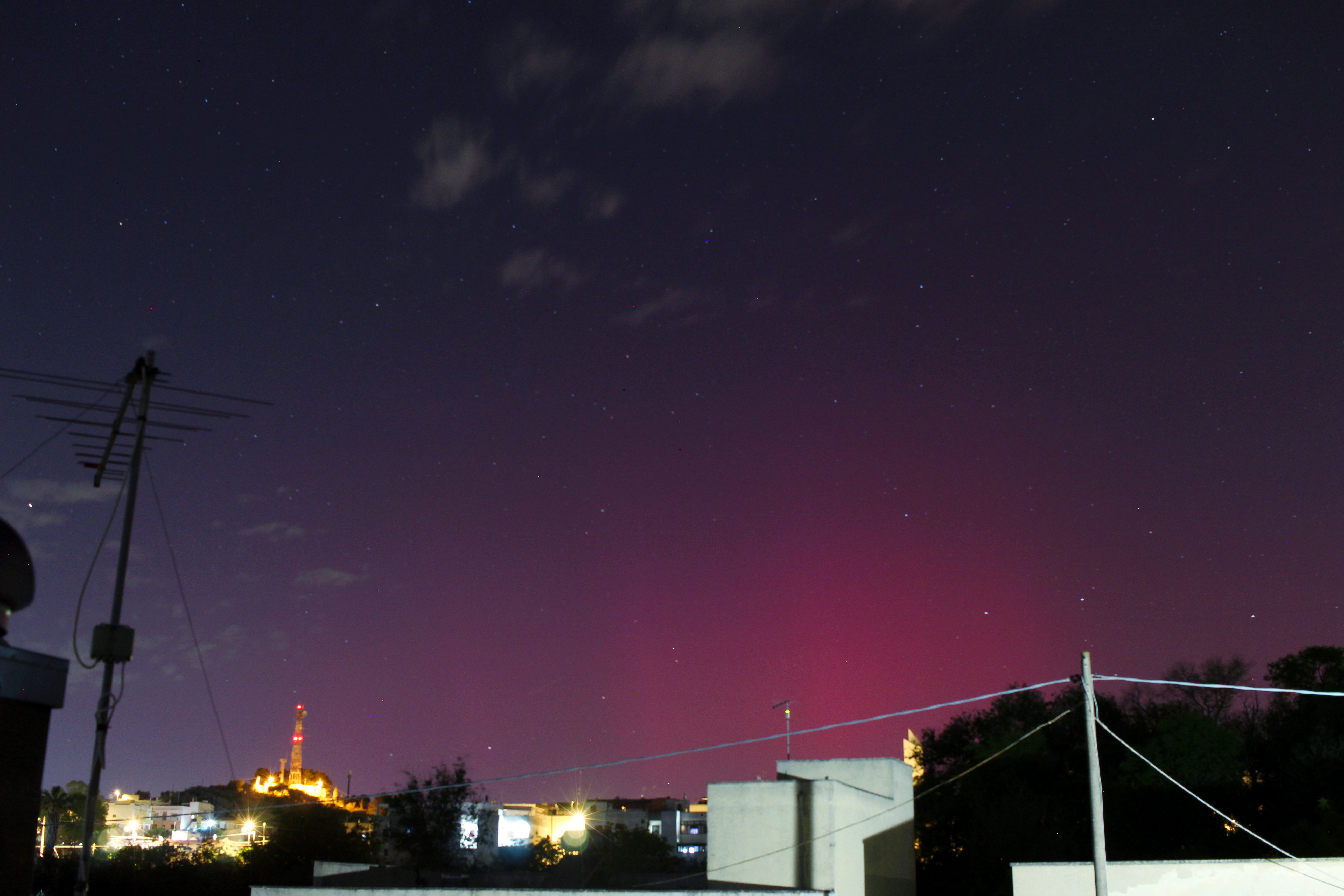
Oria (40°N GLAT, 34°N MLAT)